# Prescription en droit administratif français
 (septembre 2023).
La mise en forme du texte ne suit pas les recommandations de Wikipédia : il faut le « wikifier ».
Les points d'amélioration suivants sont les cas les plus fréquents. Le détail des points à revoir est peut-être précisé sur la page de discussion.
- Les titres sont pré-formatés par le logiciel. Ils ne sont ni en capitales, ni en gras.
- Le texte ne doit pas être écrit en capitales (les noms de famille non plus), ni en gras, ni en italique, ni en « petit »…
- Le gras n'est utilisé que pour surligner le titre de l'article dans l'introduction, une seule fois.
- L'italique est rarement utilisé : mots en langue étrangère, titres d'œuvres, noms de bateaux, etc.
- Les citations ne sont pas en italique mais en corps de texte normal. Elles sont entourées par des guillemets français : « et ».
- Les listes à puces sont à éviter, des paragraphes rédigés étant largement préférés. Les tableaux sont à réserver à la présentation de données structurées (résultats, etc.).
- Les appels de note de bas de page (petits chiffres en exposant, introduits par l'outil «  Source ») sont à placer entre la fin de phrase et le point final[comme ça].
- Les liens internes (vers d'autres articles de Wikipédia) sont à choisir avec parcimonie. Créez des liens vers des articles approfondissant le sujet. Les termes génériques sans rapport avec le sujet sont à éviter, ainsi que les répétitions de liens vers un même terme.
- Les liens externes sont à placer uniquement dans une section « Liens externes », à la fin de l'article. Ces liens sont à choisir avec parcimonie suivant les règles définies. Si un lien sert de source à l'article, son insertion dans le texte est à faire par les notes de bas de page.
- La présentation des références doit suivre les conventions bibliographiques. Il est recommandé d'utiliser les modèles {{Ouvrage}}, {{Chapitre}}, {{Article}}, {{Lien web}} et/ou {{Bibliographie}}. Le mode d'édition visuel peut mettre en forme automatiquement les références.
- Insérer une infobox (cadre d'informations à droite) n'est pas obligatoire pour parachever la mise en page.

Pour une aide détaillée, merci de consulter Aide:Wikification.
Si vous pensez que ces points ont été résolus, vous pouvez retirer ce bandeau et améliorer la mise en forme d'un autre article.
 (décembre 2022).
Pour un article plus général, voir Prescription en droit français.
En droit administratif français, la prescription est un principe général de droit qui désigne la durée au-delà de laquelle une action en justice n'est plus recevable. En conséquence, la prescription est un mode légal d'acquisition ou d'extinction de droits par le simple fait de leur possession pendant une certaine durée.

## Dettes de l'État, des collectivités territoriales et des établissements publics
La loi no 68-1250 du 31 décembre 1968 relative à la prescription des créances sur l'État, les départements, les communes et les établissements publics fixe les bases de la prescription en matière administrative.
La prescription est quadriennale (quatre années civiles pleines) avec pour point de départ le fait générateur de la créance. 
La jurisprudence de la Cour de cassation précise que la date de départ est au premier janvier de l'année du dommage.

## Créances de l'État, des collectivités territoriales et des établissements publics
Elles obéissent généralement aux dispositions du code civil, sauf matières particulières (salaires, fisc, etc.).

## Prescription en droit fiscal
Il existe deux délais. Le délai dont dispose l'administration pour contrôler et rehausser un impôt (généralement le même que celui dont dispose le contribuable pour faire une contestation) et le délai pendant lequel le Trésor public peut poursuivre un éventuel mauvais payeur et le contraindre à payer.

Les délais de prescription sur le montant d'un impôt varient selon l'impôt concerné ou le type de fraude. Ils sont prévus aux articles L169 à L173 du livre des procédures fiscales. La prescription rend définitif l'impôt établi : l'administration ne peut plus effectuer de rectification et le contribuable n'a plus le droit de corriger une éventuelle erreur de sa part. Toute prescription est interrompue lors d'un recours devant le Tribunal administratif de la part du contribuable, le temps pour celui-ci de rendre son jugement.
La prescription « classique » est de trois ans plus la fin de l'année en cours. Elle court donc jusqu'au 3e 31 décembre suivant l'émission d'un avis d'imposition. Elle est applicable pour la plupart des impôts : impôt sur le revenu, ISF, TVA, impôt sur les sociétés, etc.
Par exemple, pour l'impôt 2012 sur le revenu 2011 (émis en août/septembre 2012), la prescription sera acquise le 31 décembre 2014. Passé ce délai, l'administration ne pourra plus effectuer de contrôle du dossier du contribuable. Réciproquement, un contribuable qui découvrirait une erreur après ce délai, ne pourra plus demander la rectification. 
Le délai est réduit à deux ans pour les impôts locaux : taxes foncières ou d'habitation, sauf en l'absence de déclaration à l'achèvement d'un local où un rôle particulier permet de revenir quatre ans en arrière pour la taxe foncière.
Pour l'imposition sur la fortune, le délai de trois ans s'applique en cas de déclaration normale du contribuable (bien déclaré mais minoré par exemple). Mais l'administration peut remonter jusqu'à six ans si le contribuable n'a pas fait de déclaration.
Pour les revenus relevant d'une activité non salariée (commerçants, artisans, etc.), si le fisc découvre des activités occultes (activité non déclarée, travail dissimulé), son droit de reprise peut s'exercer alors jusqu'à dix ans.
À noter enfin que tout contrôle fiscal donnant lieu à des observations (notification envoyée en recommandé) interrompt la prescription à hauteur du montant notifié dans le délai de reprise (prescription acquise le 31 décembre 2017 pour l'impôt 2012 sur le revenu 2011 contrôlé en 2014 par exemple, et seulement si aucun autre contrôle n'a lieu en 2015, 2016 ou 2017. Néanmoins, tout contrôle ayant eu lieu en 2015, 2016, ou 2017 sera limité à hauteur du montant notifié au 31 décembre 2014). 
S'agissant du délai de recouvrement, il est uniforme à quatre ans. Le Trésor public dispose de 4 ans à compter de la fixation de l'imposition (date d'établissement de l'avis initial, ou du nouvel avis en cas de contrôle) pour procéder à son recouvrement. Le délai est fixé de date à date. Mais là aussi, toute relance en recommandé annule et fait repartir à zéro ce délai ,. À noter que lorsque le Trésor Public n'a pas récupéré l'argent dans ce délai, la responsabilité du comptable (chef de la Trésorerie locale) est mise en cause et il doit prouver que tout a été mis en œuvre pour récupérer la créance. À défaut c'est à lui de régler la somme à l'État sur ses biens propres ! Ce procédé est appelé la mise en débet.